# Natuurpark Serranía de Cuenca

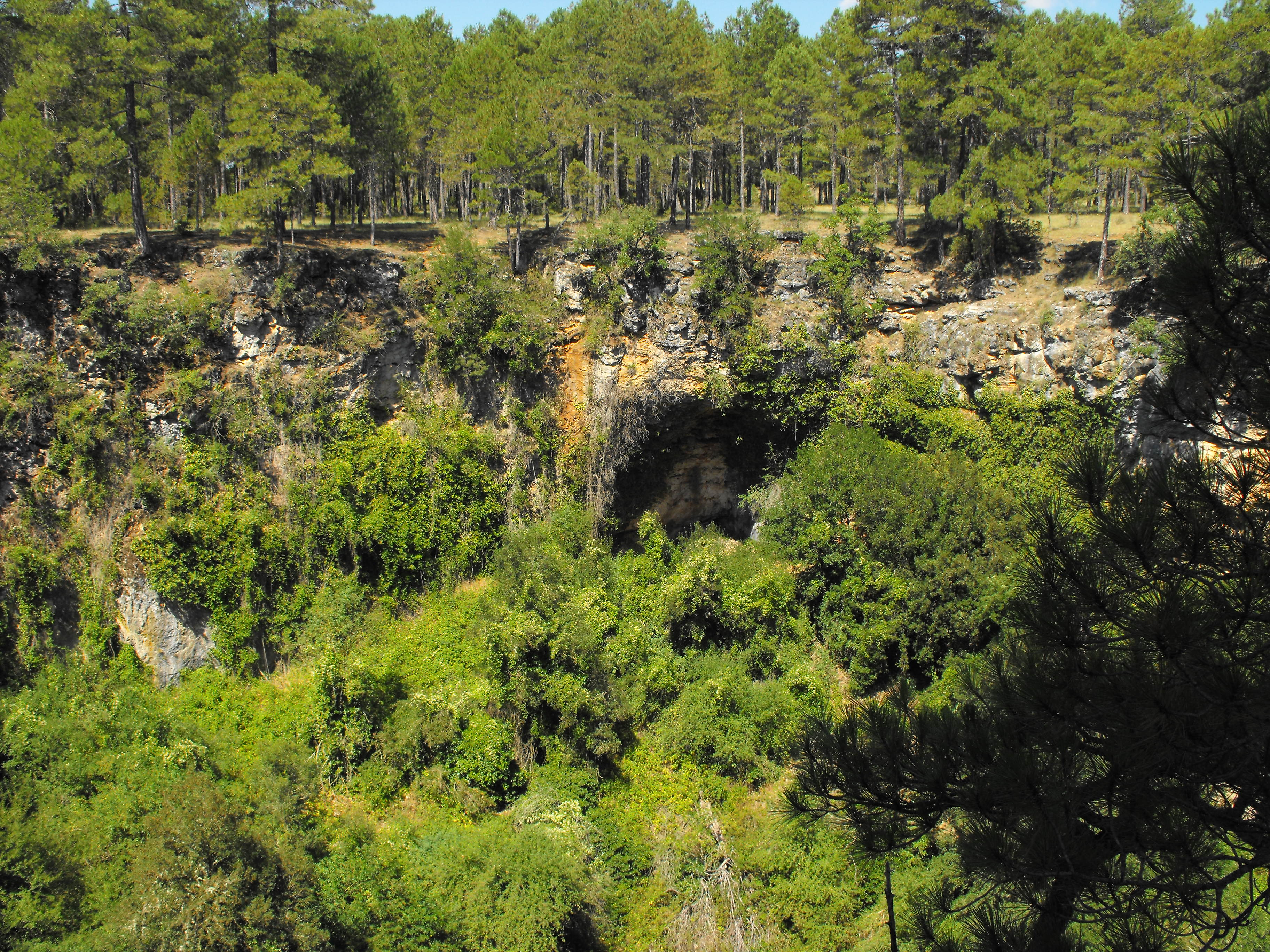

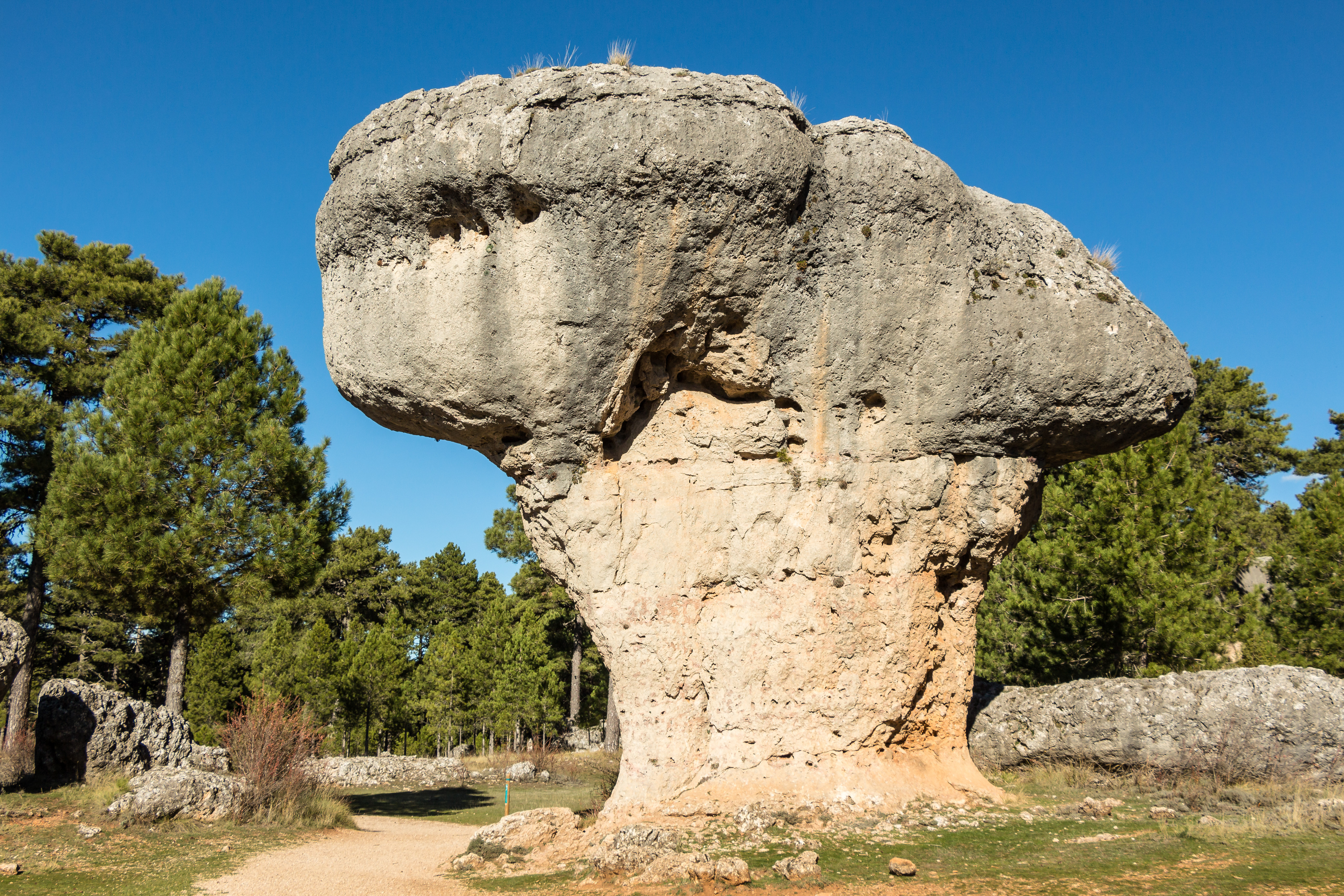
Ciudad Encantada

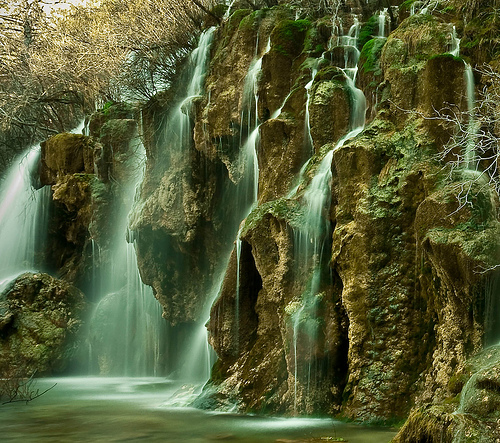
Nacimiento del Río Cuervo

Het Natuurpark Serranía de Cuenca (Spaans: Parque natural de la Serranía de Cuenca) is een natuurpark in Castilië-La Mancha in Spanje. Het natuurpark werd opgericht in 2007 en is 73726 hectare groot. Het natuurpark omvat bergen, bossen en rotsformaties (Ciudad Encantada), watervallen (Nacimiento del Río Cuervo). In het gebied is Rewilding Europe actief 